# Panthera palaeosinensis
Espèce
Synonymes
- † Felis palaeosinensis Zdansky, 1924
- † Panthera tigris palaeosinensis (Zdansky, 1924)

Panthera palaeosinensis est une espèce éteinte de félins du genre Panthera.  Ses restes fossiles ont été découverts dans le nord de la Chine dans des sédiments mal datés vers la limite Pliocène-Pléistocène, il y a environ 2,6 millions d’années.

## Distribution
On a retrouvé des fossiles en Chine, mais aussi sur l'île de Java.

## Description
Ce félin avait une taille intermédiaire entre le tigre et le léopard et est considéré comme une forme primitive proche de la panthère des neiges et du tigre,.

## Phylogénie
Cladogramme basé sur l'analyse phylogénétique des espèces vivantes et éteintes (†) du genre Panthera réalisée par P. Piras et ses collègues en 2018. P. palaeosinensis y est placée comme l'espèce la plus basale du genre Panthera :
|  | \| \| † Panthera blytheae \| \| \| \| \| \| Panthera uncia (Panthère des neiges) \| \| \| \| |
|  |                                                                                              |
|  | † Panthera blytheae                                                                          |
|  |                                                                                              |
|  | Panthera uncia (Panthère des neiges)                                                         |
|  |                                                                                              |

|  | † Panthera blytheae                  |
|  |                                      |
|  | Panthera uncia (Panthère des neiges) |
|  |                                      |

|  | \| \| † Panthera zdanskyi (Tigre de Longdan) \| \| \| \| \| \| Panthera tigris (Tigre) \| \| \| \| |
|  | |
|  | † Panthera zdanskyi (Tigre de Longdan)                                                             |
|  | |
|  | Panthera tigris (Tigre)                                                                            |
|  | |

|  | † Panthera zdanskyi (Tigre de Longdan) |
|  |                                        |
|  | Panthera tigris (Tigre)                |
|  |                                        |

|  | \| \| † Panthera blytheae \| \| \| \| \| \| Panthera uncia (Panthère des neiges) \| \| \| \| |
|  |                                                                                              |
|  | † Panthera blytheae                                                                          |
|  |                                                                                              |
|  | Panthera uncia (Panthère des neiges)                                                         |
|  |                                                                                              |

|  | † Panthera blytheae                  |
|  |                                      |
|  | Panthera uncia (Panthère des neiges) |
|  |                                      |

|  | \| \| † Panthera zdanskyi (Tigre de Longdan) \| \| \| \| \| \| Panthera tigris (Tigre) \| \| \| \| |
|  | |
|  | † Panthera zdanskyi (Tigre de Longdan)                                                             |
|  | |
|  | Panthera tigris (Tigre)                                                                            |
|  | |

|  | † Panthera zdanskyi (Tigre de Longdan) |
|  |                                        |
|  | Panthera tigris (Tigre)                |
|  |                                        |

|  | \| \| † Panthera gombaszoegensis (Jaguar européen) \| \| \| \| \| \| Panthera onca (Jaguar) \| \| \| \| |
|  | |
|  | † Panthera gombaszoegensis (Jaguar européen)                                                            |
|  | |
|  | Panthera onca (Jaguar)                                                                                  |
|  | |

|  | † Panthera gombaszoegensis (Jaguar européen) |
|  |                                              |
|  | Panthera onca (Jaguar)                       |
|  |                                              |

|  | Panthera leo (Lion) |
|  | |
|  | \| \| † Panthera spelaea (Lion des cavernes d'Eurasie) \| \| \| \| \| \| † Panthera atrox (Lion d'Amérique) \| \| \| \| |
|  | |
|  | † Panthera spelaea (Lion des cavernes d'Eurasie)                                                                        |
|  | |
|  | † Panthera atrox (Lion d'Amérique)                                                                                      |
|  | |

|  | † Panthera spelaea (Lion des cavernes d'Eurasie) |
|  |                                                  |
|  | † Panthera atrox (Lion d'Amérique)               |
|  |                                                  |

|  | Panthera leo (Lion) |
|  | |
|  | \| \| † Panthera spelaea (Lion des cavernes d'Eurasie) \| \| \| \| \| \| † Panthera atrox (Lion d'Amérique) \| \| \| \| |
|  | |
|  | † Panthera spelaea (Lion des cavernes d'Eurasie)                                                                        |
|  | |
|  | † Panthera atrox (Lion d'Amérique)                                                                                      |
|  | |

|  | † Panthera spelaea (Lion des cavernes d'Eurasie) |
|  |                                                  |
|  | † Panthera atrox (Lion d'Amérique)               |
|  |                                                  |

|  | Panthera leo (Lion) |
|  | |
|  | \| \| † Panthera spelaea (Lion des cavernes d'Eurasie) \| \| \| \| \| \| † Panthera atrox (Lion d'Amérique) \| \| \| \| |
|  | |
|  | † Panthera spelaea (Lion des cavernes d'Eurasie)                                                                        |
|  | |
|  | † Panthera atrox (Lion d'Amérique)                                                                                      |
|  | |

|  | † Panthera spelaea (Lion des cavernes d'Eurasie) |
|  |                                                  |
|  | † Panthera atrox (Lion d'Amérique)               |
|  |                                                  |

|  | Panthera leo (Lion) |
|  | |
|  | \| \| † Panthera spelaea (Lion des cavernes d'Eurasie) \| \| \| \| \| \| † Panthera atrox (Lion d'Amérique) \| \| \| \| |
|  | |
|  | † Panthera spelaea (Lion des cavernes d'Eurasie)                                                                        |
|  | |
|  | † Panthera atrox (Lion d'Amérique)                                                                                      |
|  | |

|  | † Panthera spelaea (Lion des cavernes d'Eurasie) |
|  |                                                  |
|  | † Panthera atrox (Lion d'Amérique)               |
|  |                                                  |

|  | \| \| † Panthera gombaszoegensis (Jaguar européen) \| \| \| \| \| \| Panthera onca (Jaguar) \| \| \| \| |
|  | |
|  | † Panthera gombaszoegensis (Jaguar européen)                                                            |
|  | |
|  | Panthera onca (Jaguar)                                                                                  |
|  | |

|  | † Panthera gombaszoegensis (Jaguar européen) |
|  |                                              |
|  | Panthera onca (Jaguar)                       |
|  |                                              |

|  | Panthera leo (Lion) |
|  | |
|  | \| \| † Panthera spelaea (Lion des cavernes d'Eurasie) \| \| \| \| \| \| † Panthera atrox (Lion d'Amérique) \| \| \| \| |
|  | |
|  | † Panthera spelaea (Lion des cavernes d'Eurasie)                                                                        |
|  | |
|  | † Panthera atrox (Lion d'Amérique)                                                                                      |
|  | |

|  | † Panthera spelaea (Lion des cavernes d'Eurasie) |
|  |                                                  |
|  | † Panthera atrox (Lion d'Amérique)               |
|  |                                                  |

|  | Panthera leo (Lion) |
|  | |
|  | \| \| † Panthera spelaea (Lion des cavernes d'Eurasie) \| \| \| \| \| \| † Panthera atrox (Lion d'Amérique) \| \| \| \| |
|  | |
|  | † Panthera spelaea (Lion des cavernes d'Eurasie)                                                                        |
|  | |
|  | † Panthera atrox (Lion d'Amérique)                                                                                      |
|  | |

|  | † Panthera spelaea (Lion des cavernes d'Eurasie) |
|  |                                                  |
|  | † Panthera atrox (Lion d'Amérique)               |
|  |                                                  |

|  | Panthera leo (Lion) |
|  | |
|  | \| \| † Panthera spelaea (Lion des cavernes d'Eurasie) \| \| \| \| \| \| † Panthera atrox (Lion d'Amérique) \| \| \| \| |
|  | |
|  | † Panthera spelaea (Lion des cavernes d'Eurasie)                                                                        |
|  | |
|  | † Panthera atrox (Lion d'Amérique)                                                                                      |
|  | |

|  | † Panthera spelaea (Lion des cavernes d'Eurasie) |
|  |                                                  |
|  | † Panthera atrox (Lion d'Amérique)               |
|  |                                                  |

|  | Panthera leo (Lion) |
|  | |
|  | \| \| † Panthera spelaea (Lion des cavernes d'Eurasie) \| \| \| \| \| \| † Panthera atrox (Lion d'Amérique) \| \| \| \| |
|  | |
|  | † Panthera spelaea (Lion des cavernes d'Eurasie)                                                                        |
|  | |
|  | † Panthera atrox (Lion d'Amérique)                                                                                      |
|  | |

|  | † Panthera spelaea (Lion des cavernes d'Eurasie) |
|  |                                                  |
|  | † Panthera atrox (Lion d'Amérique)               |
|  |                                                  |

|  | \| \| † Panthera blytheae \| \| \| \| \| \| Panthera uncia (Panthère des neiges) \| \| \| \| |
|  |                                                                                              |
|  | † Panthera blytheae                                                                          |
|  |                                                                                              |
|  | Panthera uncia (Panthère des neiges)                                                         |
|  |                                                                                              |

|  | † Panthera blytheae                  |
|  |                                      |
|  | Panthera uncia (Panthère des neiges) |
|  |                                      |

|  | \| \| † Panthera zdanskyi (Tigre de Longdan) \| \| \| \| \| \| Panthera tigris (Tigre) \| \| \| \| |
|  | |
|  | † Panthera zdanskyi (Tigre de Longdan)                                                             |
|  | |
|  | Panthera tigris (Tigre)                                                                            |
|  | |

|  | † Panthera zdanskyi (Tigre de Longdan) |
|  |                                        |
|  | Panthera tigris (Tigre)                |
|  |                                        |

|  | \| \| † Panthera blytheae \| \| \| \| \| \| Panthera uncia (Panthère des neiges) \| \| \| \| |
|  |                                                                                              |
|  | † Panthera blytheae                                                                          |
|  |                                                                                              |
|  | Panthera uncia (Panthère des neiges)                                                         |
|  |                                                                                              |

|  | † Panthera blytheae                  |
|  |                                      |
|  | Panthera uncia (Panthère des neiges) |
|  |                                      |

|  | \| \| † Panthera zdanskyi (Tigre de Longdan) \| \| \| \| \| \| Panthera tigris (Tigre) \| \| \| \| |
|  | |
|  | † Panthera zdanskyi (Tigre de Longdan)                                                             |
|  | |
|  | Panthera tigris (Tigre)                                                                            |
|  | |

|  | † Panthera zdanskyi (Tigre de Longdan) |
|  |                                        |
|  | Panthera tigris (Tigre)                |
|  |                                        |

|  | \| \| † Panthera gombaszoegensis (Jaguar européen) \| \| \| \| \| \| Panthera onca (Jaguar) \| \| \| \| |
|  | |
|  | † Panthera gombaszoegensis (Jaguar européen)                                                            |
|  | |
|  | Panthera onca (Jaguar)                                                                                  |
|  | |

|  | † Panthera gombaszoegensis (Jaguar européen) |
|  |                                              |
|  | Panthera onca (Jaguar)                       |
|  |                                              |

|  | Panthera leo (Lion) |
|  | |
|  | \| \| † Panthera spelaea (Lion des cavernes d'Eurasie) \| \| \| \| \| \| † Panthera atrox (Lion d'Amérique) \| \| \| \| |
|  | |
|  | † Panthera spelaea (Lion des cavernes d'Eurasie)                                                                        |
|  | |
|  | † Panthera atrox (Lion d'Amérique)                                                                                      |
|  | |

|  | † Panthera spelaea (Lion des cavernes d'Eurasie) |
|  |                                                  |
|  | † Panthera atrox (Lion d'Amérique)               |
|  |                                                  |

|  | Panthera leo (Lion) |
|  | |
|  | \| \| † Panthera spelaea (Lion des cavernes d'Eurasie) \| \| \| \| \| \| † Panthera atrox (Lion d'Amérique) \| \| \| \| |
|  | |
|  | † Panthera spelaea (Lion des cavernes d'Eurasie)                                                                        |
|  | |
|  | † Panthera atrox (Lion d'Amérique)                                                                                      |
|  | |

|  | † Panthera spelaea (Lion des cavernes d'Eurasie) |
|  |                                                  |
|  | † Panthera atrox (Lion d'Amérique)               |
|  |                                                  |

|  | Panthera leo (Lion) |
|  | |
|  | \| \| † Panthera spelaea (Lion des cavernes d'Eurasie) \| \| \| \| \| \| † Panthera atrox (Lion d'Amérique) \| \| \| \| |
|  | |
|  | † Panthera spelaea (Lion des cavernes d'Eurasie)                                                                        |
|  | |
|  | † Panthera atrox (Lion d'Amérique)                                                                                      |
|  | |

|  | † Panthera spelaea (Lion des cavernes d'Eurasie) |
|  |                                                  |
|  | † Panthera atrox (Lion d'Amérique)               |
|  |                                                  |

|  | Panthera leo (Lion) |
|  | |
|  | \| \| † Panthera spelaea (Lion des cavernes d'Eurasie) \| \| \| \| \| \| † Panthera atrox (Lion d'Amérique) \| \| \| \| |
|  | |
|  | † Panthera spelaea (Lion des cavernes d'Eurasie)                                                                        |
|  | |
|  | † Panthera atrox (Lion d'Amérique)                                                                                      |
|  | |

|  | † Panthera spelaea (Lion des cavernes d'Eurasie) |
|  |                                                  |
|  | † Panthera atrox (Lion d'Amérique)               |
|  |                                                  |

|  | \| \| † Panthera gombaszoegensis (Jaguar européen) \| \| \| \| \| \| Panthera onca (Jaguar) \| \| \| \| |
|  | |
|  | † Panthera gombaszoegensis (Jaguar européen)                                                            |
|  | |
|  | Panthera onca (Jaguar)                                                                                  |
|  | |

|  | † Panthera gombaszoegensis (Jaguar européen) |
|  |                                              |
|  | Panthera onca (Jaguar)                       |
|  |                                              |

|  | Panthera leo (Lion) |
|  | |
|  | \| \| † Panthera spelaea (Lion des cavernes d'Eurasie) \| \| \| \| \| \| † Panthera atrox (Lion d'Amérique) \| \| \| \| |
|  | |
|  | † Panthera spelaea (Lion des cavernes d'Eurasie)                                                                        |
|  | |
|  | † Panthera atrox (Lion d'Amérique)                                                                                      |
|  | |

|  | † Panthera spelaea (Lion des cavernes d'Eurasie) |
|  |                                                  |
|  | † Panthera atrox (Lion d'Amérique)               |
|  |                                                  |

|  | Panthera leo (Lion) |
|  | |
|  | \| \| † Panthera spelaea (Lion des cavernes d'Eurasie) \| \| \| \| \| \| † Panthera atrox (Lion d'Amérique) \| \| \| \| |
|  | |
|  | † Panthera spelaea (Lion des cavernes d'Eurasie)                                                                        |
|  | |
|  | † Panthera atrox (Lion d'Amérique)                                                                                      |
|  | |

|  | † Panthera spelaea (Lion des cavernes d'Eurasie) |
|  |                                                  |
|  | † Panthera atrox (Lion d'Amérique)               |
|  |                                                  |

|  | Panthera leo (Lion) |
|  | |
|  | \| \| † Panthera spelaea (Lion des cavernes d'Eurasie) \| \| \| \| \| \| † Panthera atrox (Lion d'Amérique) \| \| \| \| |
|  | |
|  | † Panthera spelaea (Lion des cavernes d'Eurasie)                                                                        |
|  | |
|  | † Panthera atrox (Lion d'Amérique)                                                                                      |
|  | |

|  | † Panthera spelaea (Lion des cavernes d'Eurasie) |
|  |                                                  |
|  | † Panthera atrox (Lion d'Amérique)               |
|  |                                                  |

|  | Panthera leo (Lion) |
|  | |
|  | \| \| † Panthera spelaea (Lion des cavernes d'Eurasie) \| \| \| \| \| \| † Panthera atrox (Lion d'Amérique) \| \| \| \| |
|  | |
|  | † Panthera spelaea (Lion des cavernes d'Eurasie)                                                                        |
|  | |
|  | † Panthera atrox (Lion d'Amérique)                                                                                      |
|  | |

|  | † Panthera spelaea (Lion des cavernes d'Eurasie) |
|  |                                                  |
|  | † Panthera atrox (Lion d'Amérique)               |
|  |                                                  |

## Publication originale
- (de) Zdansky, 1924 : « Jungtertiäre Carnivoren Chinas », Palaeontologia Sinica, ser. C, vol. 2, n. 1, p. 1-149.